# Amarkantak
Amarkantak is een nagar panchayat (plaats) in het district Anuppur van de Indiase staat Madhya Pradesh. 

## Demografie
Volgens de Indiase volkstelling van 2001 wonen er 7.074 mensen in Amarkantak, waarvan 54% mannelijk en 46% vrouwelijk is. De plaats heeft een alfabetiseringsgraad van 68%.

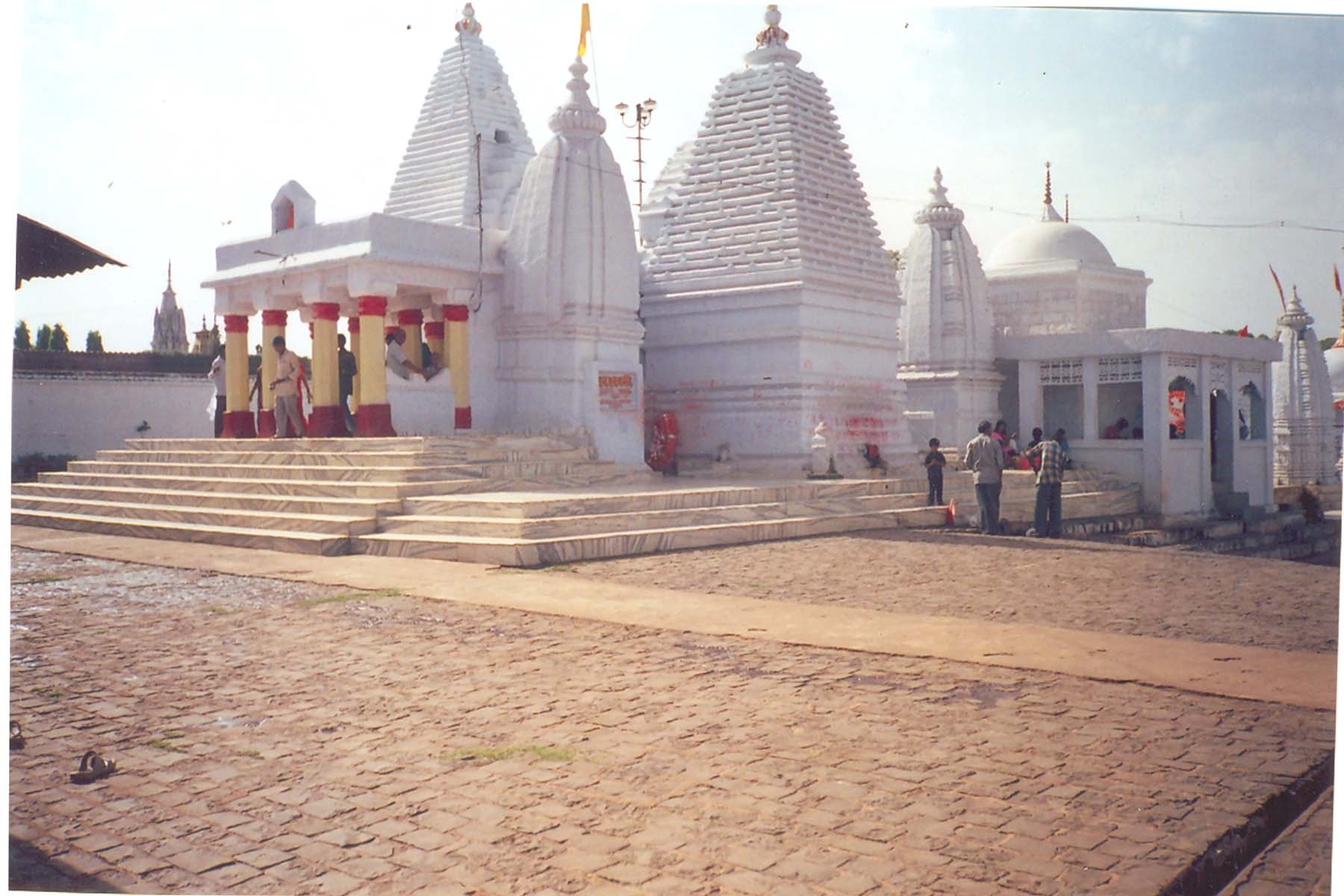
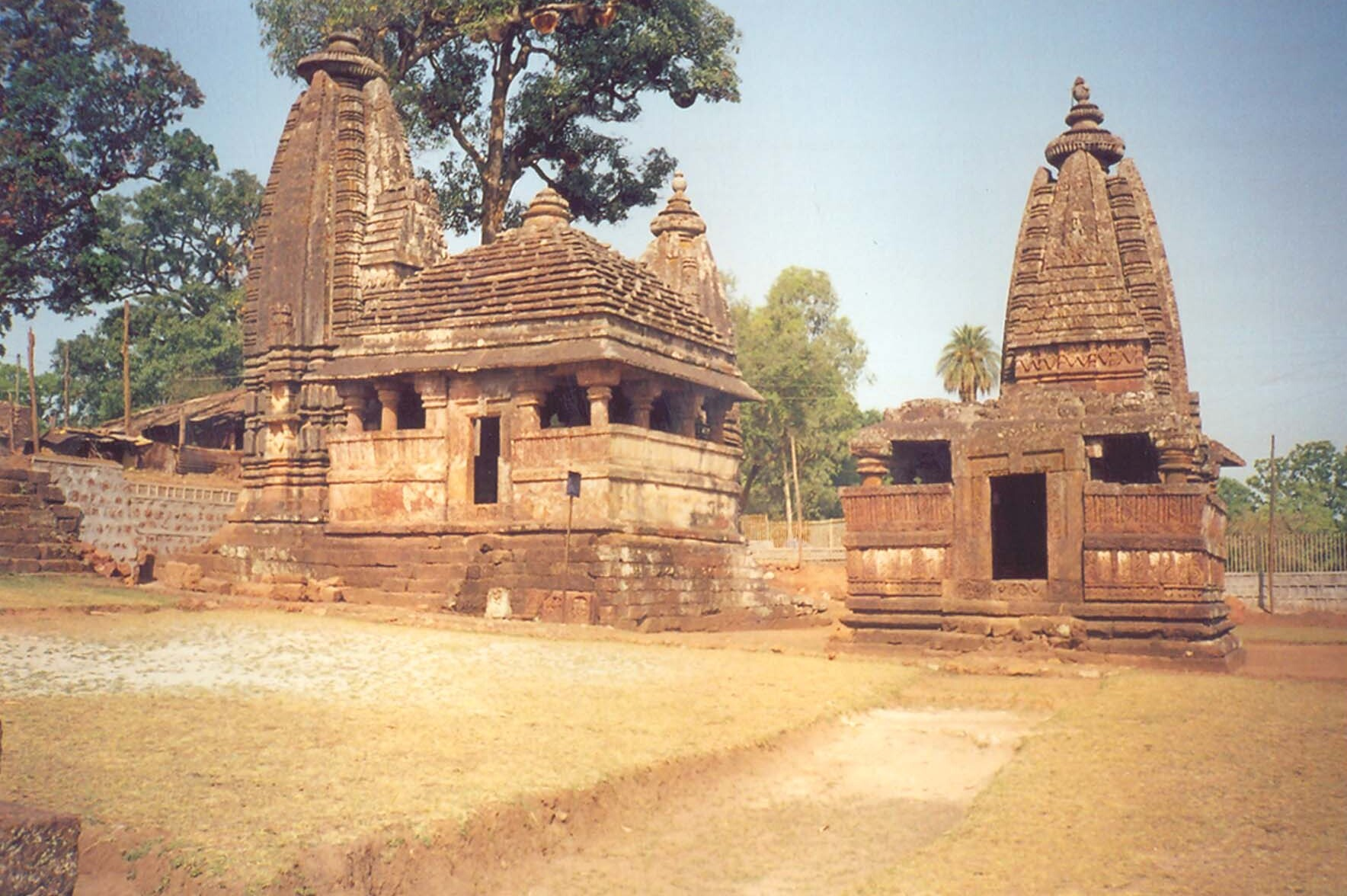
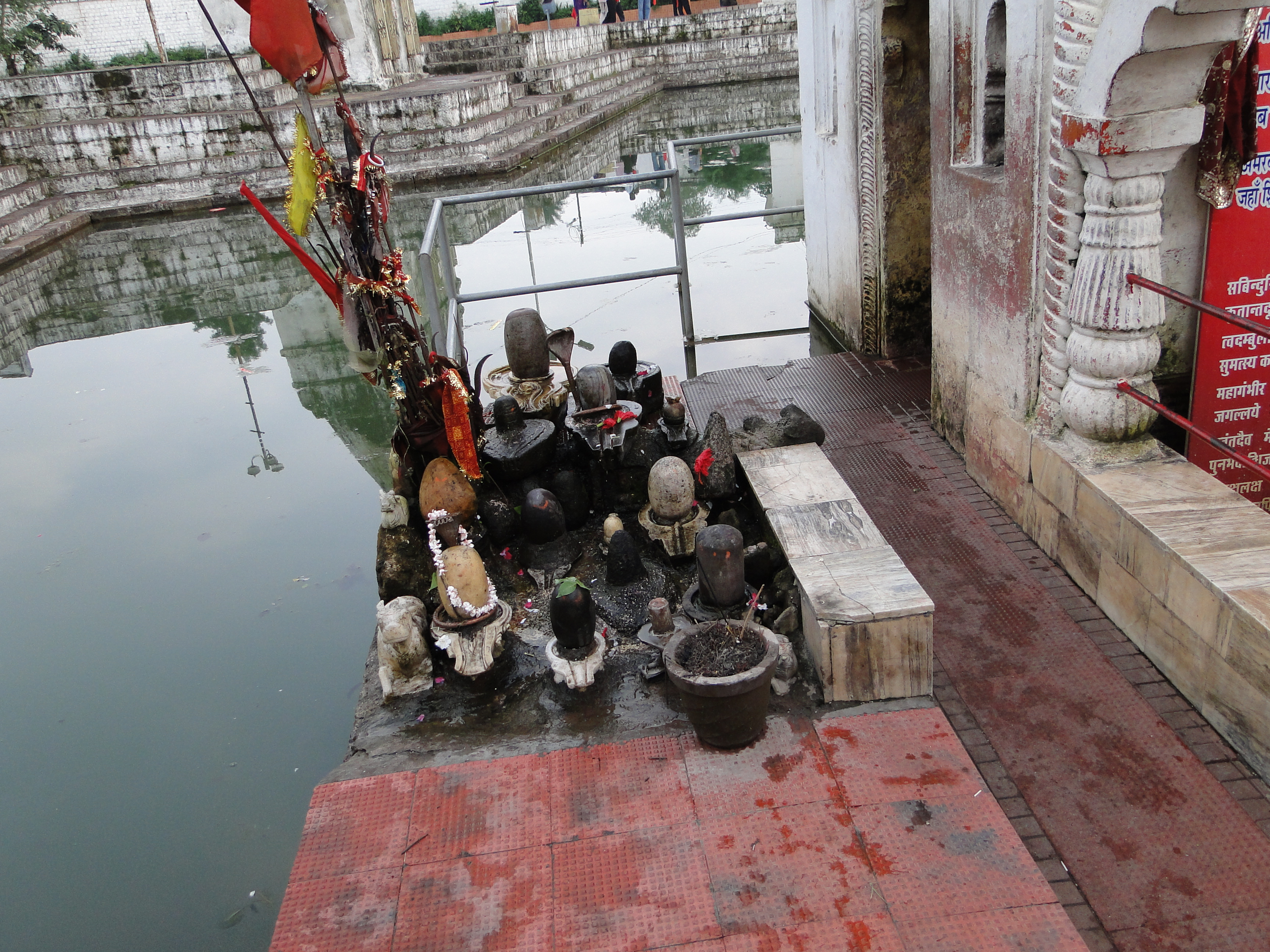
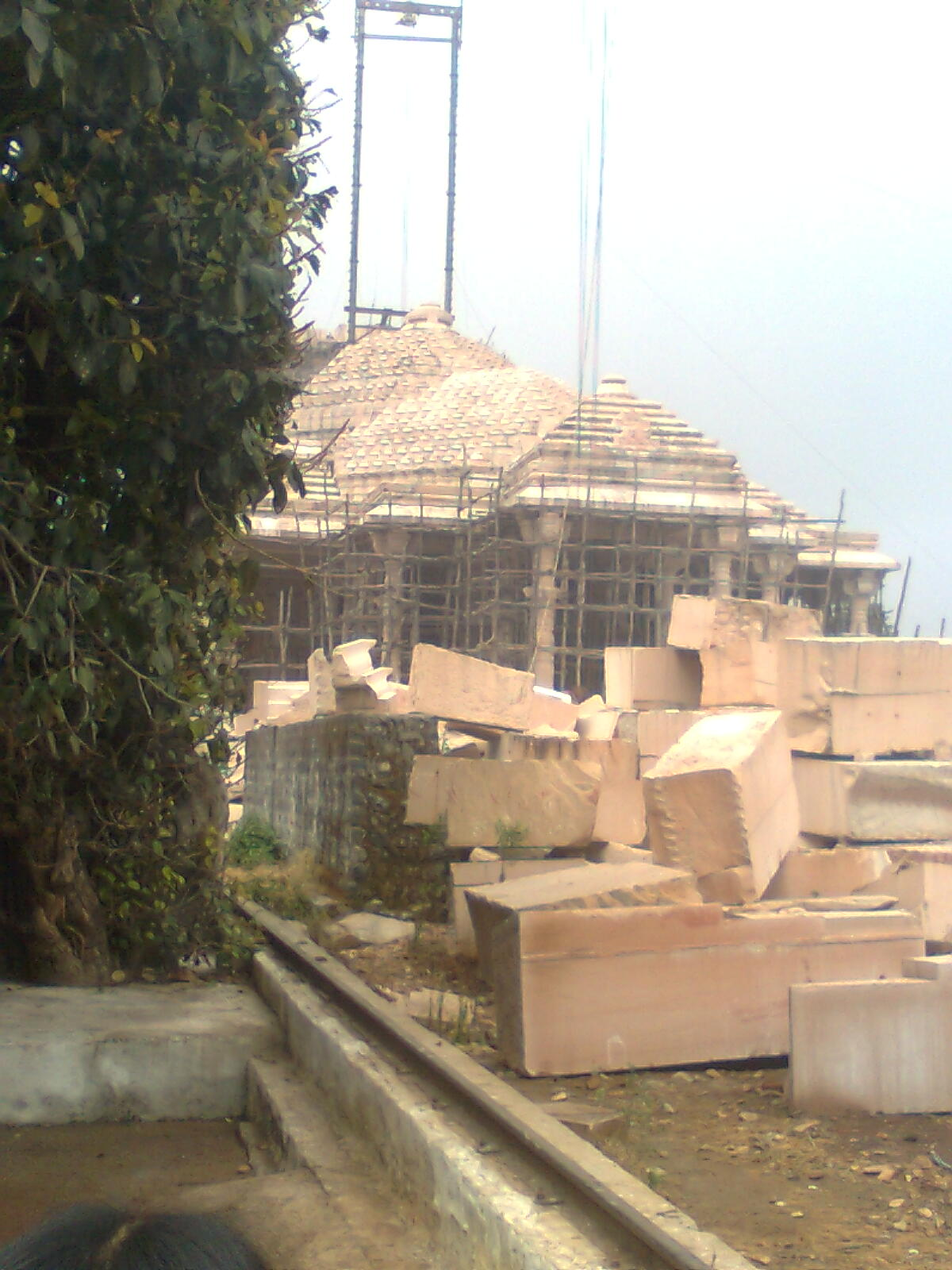
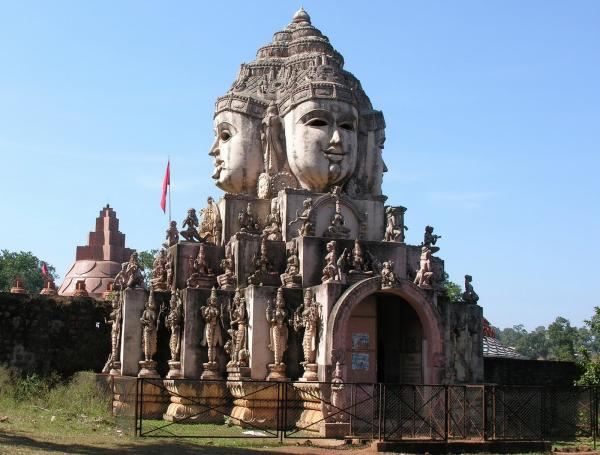
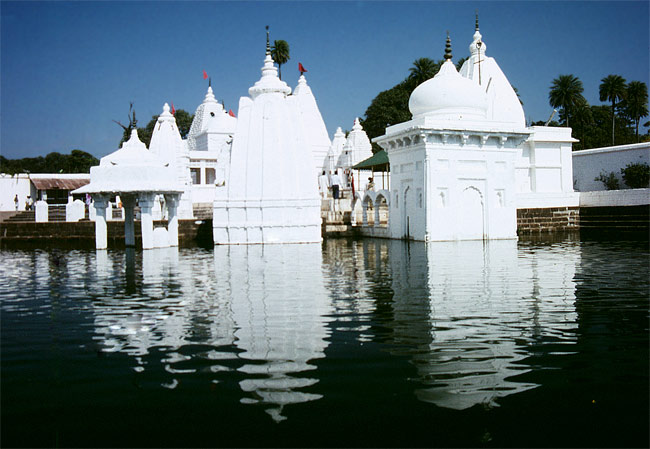
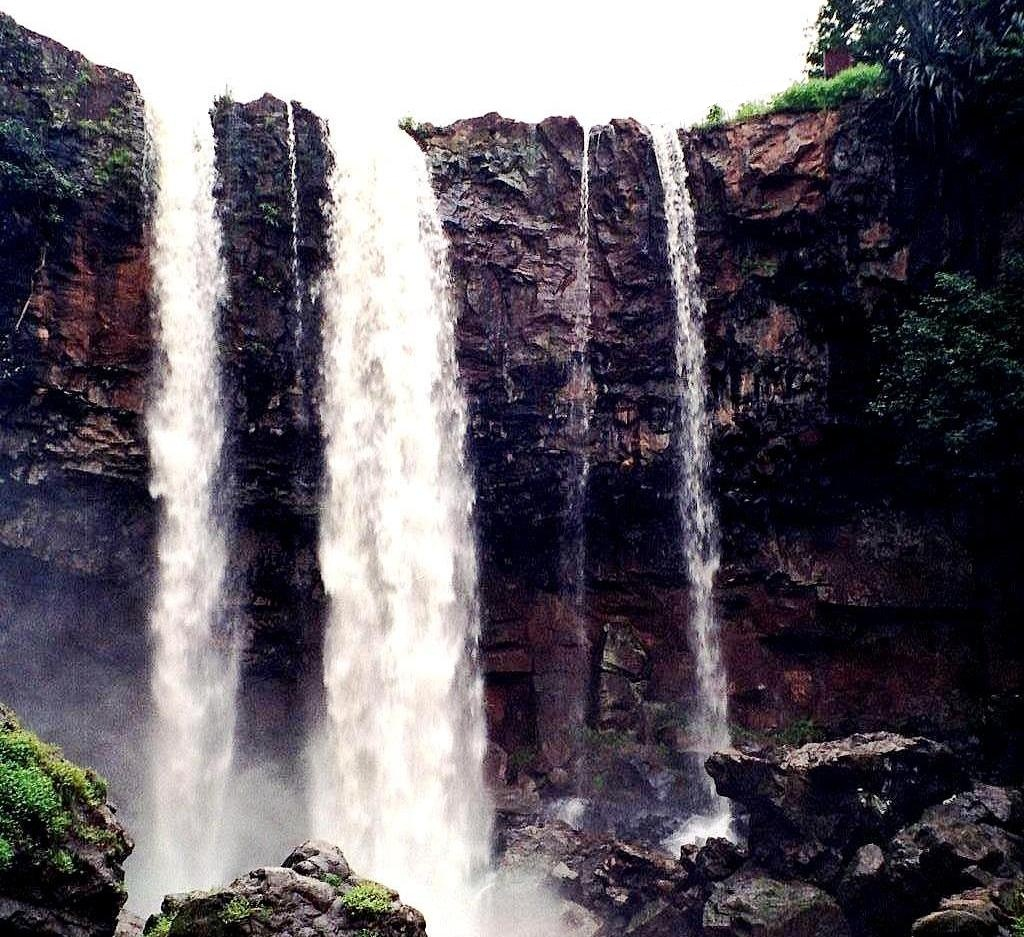